# Spathius fasciatus
Spathius fasciatus är en stekelart som beskrevs av Walker 1874. Spathius fasciatus ingår i släktet Spathius och familjen bracksteklar. Inga underarter finns listade i Catalogue of Life.